# Daniel Pécaut
Daniel Pécaut (Francia, 8 de diciembre de 1935) es un sociólogo francés, especialista en sociología política de Latinoamérica.

## Biografía
Realizó estudios en la Escuela Normal Superior de París y en la Escuela de Estudios Superiores en Ciencias Sociales, es doctor en letras y Ciencias Humanas. Es miembro del Centro de Estudios de Movimientos Sociales de la EHESS Institut Marcel Mauss, fundado por Alain Touraine, y fue su director de 1981 a 1992. Fue director científico de la revista Problèmes d'Amérique Latine de 1977 a 2005. Visitó Colombia por primera vez en 1964. Doctor honoris causa de la Universidad Nacional de Colombia en 2000, recibió la nacionalidad colombiana en 2007. Como parte de los diálogos de paz con las FARC-EP, fue designado en 2014 como miembro de la Comisión Histórica del Conflicto y sus Víctimas
Su obra se ha ocupado de estudiar la historia social y política de Colombia  y de los fenómenos de violencia que lo han marcado, así como de las transformaciones y fenómenos sociales de la violencia. También ha realizado trabajos sobre la constitución del imaginario nacional en Brasil durante el siglo XX.

## Obras

### En lengua española
- Sindicalismo en Colombia, Bogotá, Editorial La Carreta, 1973. Reedición en 1977 y 1982.
- Crónica de espalda décadas de política colombiana, 1968-1988, Ediciones siglo XXI de Colombia, 1988, #2.º edición 1989.
- Guerra contra la Sociedad,  Bogotá, Espasa, 2001.[6]
- Midiendo Fuerzas, Balanza del prevalecer año del gobierno de Álvaro Uribe Vélez, Bogotá, Planeta, 2003.
- Violencia Política, Ensayos sobrio el conflicto colombiano, Medellín, Hombre Nuevo, 2003.
- Crónica de cuatro décadas de política colombiana, Bogotá, Editorial Norma,  2006.[7]
- La experiencia de la violencia : los desafíos del relato y la memoria. Medellín, La Carreta Histórica, 2013[8]
- En busca de la nación colombiana. Conversaciones con Alberto Valencia Gutiérrez, Bogotá, Penguin Random House Grupo Editorial, 2017

### En lengua francesa
- L'ordre et la violence : évolution socio-politique de la Colombie entre 1930 et 1953 . Editions de l'École des Hautes Études en Sciences Sociales , París, 1987.[9] Versión española : Violencia : Colombia 1930-1954. Cuarta edición : Medellín, Editorial Eafit, 2014.
- Entre el Pueblo y la Nación - Las intelectuales y la política en Brasil. Ediciones de la Casa de las Ciencias del Hombre. Colección Brasilia. Febrero 1989, Versión portuguesa Hueso intelectuais e ha política no Brasil. Entre o povo y ha nação. Editora Ática, São Paulo, 1990.
- Metamorfosis de la representación política a Brasil y en Europa , en col. con Bernardo Sorj, Ediciones del CNRS, 1991.
- Los Farc, una guerrilla sin finales  ?, París, Líneas de Fiches, 2008, (traducción en español : Las FARC, una guerrilla sin final o sin finas,  Bogotá, Norma, 2008  ; traducción en portugués : #As FARC, uma guerrilha sem finales  ? Sao Paulo, Paz Enterró, 2010.
- Colombia, Configuraciones de la violencia. En torno a Daniel Pécaut , Problemas de Latinoamérica n°100, 01/2016
- Latinoamérica, Las formas de la nación, En torno a Daniel Pécaut, Problemas de Latinoamérica n°101, 02/2016